# Comté de Belmont
Le comté de Belmont, en anglais : Belmont County, est un des 88 comtés de l'État de l'Ohio, aux États-Unis.
Son siège est fixé à Saint Clairsville.
Le comté a été créé le 7 septembre 1801. Son nom vient du français « belle montagne ».

## Communautés du comté

### Villes
- Martins Ferry
- Saint Clairsville (siège du comté)

### Villages
- Barnesville
- Bellaire
- Belmont
- Bethesda
- Bridgeport
- Brookside
- Fairview
- Flushing
- Holloway
- Morristown
- Powhatan Point
- Shadyside
- Wilson
- Yorkville

### Cantons civils
- Colerain
- Flushing
- Goshen
- Kirkwood
- Mead
- Pease
- Pultney
- Richland
- Smith
- Somerset
- Union
- Warren
- Washington
- Wayne
- Wheeling
- York

### Secteurs statistiques
- Bannock
- Glencoe
- Lafferty
- Lansing
- Neffs
- Wolfhurst

### Autres divisions non constituées

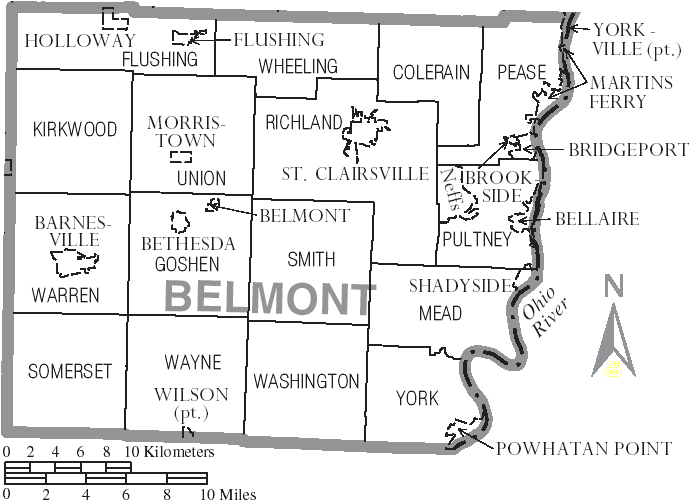
Carte du comté de Belmont, Ohio, avec les noms des municipalités et des townships.

- Alledonia
- Anvil
- Armstrongs Mills
- Badgertown
- Barton
- Blaine
- Boston
- Businessburg
- Captina
- Centerville
- Colerain
- Crescent
- Dilles Bottom
- Egypt
- Fairpoint
- Farmington
- Hendrysburg
- Hunter
- Jacobsburg
- Key
- Lamira
- Lloydsville
- Maynard
- McClainville
- Pleasant Grove
- Riverview
- Sewellsville
- Somerton
- Steinersville
- Stewartsville
- Tacoma
- Temperanceville
- Uniontown
- Warnock